# Gåsegrib
Gåsegribben (Gyps fulvus) er en meget stor rovfugl med et vingefang på op til 270 centimeter. Denne grib er udbredt i Sydeuropa, Nordafrika, den Arabiske Halvø og videre mod øst til det nordøstlige Indien. Den lever udelukkende af ådsler. Reden anbringes på klippehylder, hvor den yngler i kolonier fra 2 par op til over 100. Mens de asiatiske bestande er faldene eller stabile, er dens europæiske bestand i stigning på grund af bevaringsprogrammer, og den er derfor angivet som ikke truet på den internationale rødliste.

## I Danmark
Gåsegribbe kan flyve meget langt fra deres kolonier, og om sommeren får Danmark sjældent besøg af arten. Tidligere var sådanne besøg ekstremt sjældne (frem til og med 2015 havde den kun været registreret i årene 1858, 1985, 1986 and 2013), men I de senere år er arten forekommet næsten årligt (observationer i 2016, 2017, 2019, 2020, 2021, 2022 og 2023). Langt de fleste observationer er af enkeltindivider, men i juni 2016 blev 34 gåsegribbe set nær Aalborg.
Gåsegribben er én af fire gribbearter, der findes i Europa (alle i sydlige eller central dele), hvor de øvrige er ådselgribben, lammegribben og munkegribben. De er også registreret som meget sjældent besøgende i Danmark; det menes, at de besøgende lammegribbe har været en del af genudsætningsprogrammerne i Alperne eller Pyrenæerne, mens den besøgende munkegrib var en del af et genudsætningsprogram i Alperne. Derudover er den afrikanske Rüppels grib og den amerikanske kalkungrib også set i Danmark, men de anses for at være ikke-naturligt forekomne fugle, der er undsluppet fra fangenskab (enten i Danmark eller andre lande).

## Beskrivelse
Gåsegribben har lange og meget brede vinger med dybt indskårne håndsvingfjer, et lille hoved og en meget kort hale, der er en tredjedel af vingebredden. Vingebagkanten har et tydeligt svaj, fordi de inderste håndsvingfjer og armsvingfjerene er kortere end de øvrige svingfjer.
Stemmen bruges almindeligt, når fuglene samles i flok omkring et ådsel. Det er hæse, skrigende og hikkende lyde.